# 颤抖手完美均衡
颤抖手完美均衡（英語：Trembling hand perfect equilibrium）概念是对纳什均衡的一个改进，由德國學者赖因哈德·泽尔腾（Reinhard Selten）提出。这个概念指出，类似于现实生活中手发生颤抖时就抓不住东西，在博弈时也要考虑到合作者可能会发生轻微的失误而影响整个结果。颤抖手均衡就是即使在这种小概率事件发生时，所选策略依然是最优的。